# Výzkumný ústav bramborářský Havlíčkův Brod
Výzkumný ústav bramborářský Havlíčkův Brod, s.r.o. byl založen v roce 1923 a od té doby se věnuje výzkumu a vývoji v oblasti pěstování a zpracování brambor.
Ústav se také věnuje pěstování netradičních plodin, mezi které patří topinambur, batáty, melok, smldinec čínský Dioscorea polystachya a jakon.

## Historie
Ústav byl založen v roce 1923 jako státní výzkumná instituce. Navázal na činnost soukromého Výzkumného ústavu bramborářského, který vznikl v roce 1920 a byl financován Ústředním svazem pěstitelů brambor.
V roce 1938 prošel reorganizací, která vedla k rozšíření výzkumných kapacit. Po roce 1951 se jeho součástí stala také výzkumná stanice ve Valečově. V dalších desetiletích několikrát změnil organizační strukturu a spadal pod různé státní instituce.
Po roce 1990 došlo k oddělení šlechtění od výzkumu a v roce 1994 byl ústav privatizován. Od té doby funguje jako Výzkumný ústav bramborářský Havlíčkův Brod s.r.o..

## Činnost ústavu
Ústav každoročně pořádá Bramborářské dny v Havlíčkově Brodě.

## Ocenění
Výzkumný ústav se pravidelně umisťuje mezi oceněnými v soutěži Zlatý klas na mezinárodním agrosalonu Země živitelka, kde získává ocenění za své inovativní odrůdy a výzkumné projekty.
- 2019: Cena inovace roku odrůda Val Blue[7][8]
- 2024: Zlatý klas 2024 pro odrůdu jakonu Fiorella[9]
- 2024: Cena ministra zemědělství za Půdoochranné postupy při pěstování brambor na svažitých pozemcích[10]